# Let's Spend the Night Together
 Denne artikel omhandler en sang af The Rolling Stones. For andre betydninger af titlen, se Let's Spend the Night Together (Dúné).
"Let's Spend the Night Together" er en sang fra The Rolling Stones som blev skrevet af Mick Jagger og Keith Richards, og originalt udgivet i 1967. Den er blevet coveret af mange forskellige artister, mest kendt er David Bowies fra 1973 .

## The Rolling Stones version
Udgivet i England som single i januar, 1967, fik ”Let's Spend the Night Together” en 3. plads på UK Singles Chart. Sangen udkom i USA på albummet Between The Buttons, og blev også her udgivet som single. Imidlertid, på grund af den dengang kontroversielle tekst (hentydning til seksuel udfoldelse), var det mest radio stationer, der valgte at spille den anden side af "Ruby Tuesday", dog censurerede de “night” . De to sange fik forskellige placeringer på den amerikanske Billboard Hot 100, ”Let's Spend the Night Together” kom ind på en 55. plads, mens "Ruby Tuesday" blev et nummer 1. hit. I både "Ruby Tuesday" og "Let's Spend the Night Together" er det Jack Nitzsche, der spiller klaver.
Et af de mest kendte eksempler på den musikalske censur er fra The Ed Sullivan Show, da blev bandet nægtet at spille nummeret. Sullivan selv fortalte Jagger at:” Enten sangen forsvinder eller du forsvinder .” Et forlig blev indgået ved at ændre ordene til ”let's spend some time together" i stedet for "let's spend the night together"; Jagger indvilligede at ændre teksten men rullede demonstrativt med øjnene til TV kameraet mens han sang dem. 
”Let's Spend the Night Together” blev desuden udgivet på opsamlingsalbummene: Flowers, Through the Past, Darkly (Big Hits Vol. 2), Hot Rocks og Forty Licks. Som live version findes den på albummet Still Life (American Concert 1981).

### Musikere
- Mick Jagger – Sanger, Kor
- Brian Jones – Orgel, Kor
- Jack Nitzsche – Klaver
- Keith Richards – Elektrisk Guitar, bass, Klaver, Kor
- Charlie Watts – Trommer

## David Bowie version
David Bowie indspillede et glam rock cover af "Let's Spend the Night Together" til sit album Aladdin Sane, udgivet i april 1973. 
Bowies version indeholdt brug af synthesizer. Sangeren tilføjede sine egne ord i slutningen af sangen:
| Citat | They said we were too young, Our kind of love was no fun, But our love comes from above, Let's make... love | Citat |
|       | |       |

Bowie indspillede sangen på Trident Studios, London, mellem den 12. december og 24. december. Sangen kan også findes på hans opsamlingsalbummer The Best of David Bowie fra 1974, og The Best of 1969/1974 fra 1997. 

### Fodnote
1. ↑  All Music Guide review
2. 1 2  Let's Spend The Night Together by The Rolling Stones Songfacts
3. ↑   Christopher Sandford (1993, 1999). Mick Jagger: Primitive Cool: p.97